# Ciccio Ingrassia
Ciccio Ingrassia (Francesco Ingrassia: 5 de octubre de 1922 - 28 de abril de 2003) fue un actor y humorista cinematográfico y televisivo de nacionalidad italiana. Junto a Franco Franchi formó una pareja cómica conocida en la historia del cine italiano como Franco e Ciccio.

## Biografía

### Juventud
Nacido en Palermo, ciudad de Sicilia (Italia), era el cuarto de los cinco hijos de una familia de muy modesta condición. Desde su infancia mostró escaso interés por la educación, aunque sí una propensión al humorismo.
A pesar de su desapego por las actividades escolares, consiguió superar sus estudios primarios, aunque con muchos problemas, pues no era bueno con las matemáticas. En su adolescencia ejerció diferentes oficios para poder mantenerse (peluquero, carpintero, zapatero, carnicero), ganándose la vida a partir de 1938 como cortador de calzado; sin embargo, empezaba a manifestar su pasión por el mundo del espectáculo y comenzó a actuar en fiestas privadas en las que imitaba con cierto éxito algunos de los gags de Totò, su ídolo.
Pero su verdadero debut en los escenarios no llegó hasta unos años más tarde, en plena Segunda Guerra Mundial: en 1944, tras frecuentar largo tiempo el "Bar degli Artisti", lugar de encuentro de futuras celebridades, conoció a Enzo Andronico y a un cómico llamado Ciampolo con los que formó el Trío Sgambetta. A partir de entonces inició un largo aprendizaje, marcado por una situación cercana a la indigencia.
Al final de la guerra se trasladó a Turín, donde actuó, junto a un novato Gino Bramieri, en el género de la parodia, que entonces gozaba del favor del público. 
Durante una actuación en Milán en 1957, Ingrassia conoció a una componente de una orquesta de café concierto, Rosaria Calì, con la cual se casó en Génova el 5 de septiembre de 1960, y con la que tuvo un hijo, Giampiero Ingrassia, nacido el 18 de noviembre de 1961, y que también se dedicó al mundo del espectáculo.

### Franco y Ciccio
A principios de los años 1950 Ingrassia era actor de una compañía teatral, recibiendo un sueldo de manera regular. Casi por accidente conoció en las calles de Palermo a Francesco Benenato, conocido más adelante con el nombre artístico de Franco Franchi, y empezó una larga colaboración que daría lugar a una pareja de oro por sus importantes ingresos y por el enorme éxito de público conseguido. Juntos hicieron ciento treinta y dos filmes, la mayoría en los años 1960. Su trabajo fue muy apreciado por el público, aunque ignorado por la crítica. En 1964 sus películas ingresaron una cifra que supuso el 10% del total de los beneficios conseguidos por la industria cinematográfica italiana.

### Carrera en solitario
Sin embargo, no siempre fue estable la relación de amistad entre Franco y Ciccio: hubo peleas entre ellos, a veces en televisión y en directo, (fue histórica su discusión en un programa televisivo presentado en directo por Raffaella Carrà). Ciccio acusaba a Franco de megalomanía, mientras que Franco le reprochaba una cierta arrogancia. La mayor crisis entre ambos ocurrió a finales de los años 1960 e inicios de los setenta, a causa de la decisión de Ciccio de querer interpretar un papel dramático en La violenza: quinto potere, film de Florestano Vancini estrenado en 1972.
En los períodos de separación de la pareja, Ciccio continuó con su carrera, interpretando, entre otros muchos papeles, al tío loco en Amarcord, de Federico Fellini (1973), y al honorable Voltrano en Todo modo, de Elio Petri (1975), interpretación que le valió el Nastro d'argento al mejor actor no protagonista.
Posteriormente fundó la productora  Ingra Cinematográfica, y en 1974 dirigió el film cómico Paolo il freddo, en el cual actuaba Franco, y en 1975 L'esorciccio, con Lino Banfi.
Las diferencias con Franco finalizaron en 1980, cuando se disculpó públicamente en Domenica In, y la reconciliación oficial ocurrió en un programa televisivo en directo gracias a la intervención de Pippo Baudo. La pareja obtuvo el reconocimiento del público y de la crítica por su trabajo en el film Kaos, dirigido en 1984 por los hermanos Paolo y Vittorio Taviani, y en el cual actuaban en el episodio basado en la novela de Luigi Pirandello La giara, siendo Ciccio el actor protagonista.

### Últimos años
Franco y Ciccio siguieron participando en diferentes programas televisivos, bien como presentadores o como invitados, hasta que a finales de 1992 falleció Franco, llegando a su fin la colaboración de los dos artistas sicilianos. Ciccio hizo todavía algunas actuaciones cinematográficas esporádicas, retirándose definitivamente en 1996 porque, como confesaba su hijo Giampiero, tras la muerte de Franco, Ciccio había perdido el estímulo, al igual que un marido con el corazón roto por la muerte de su esposa.
Afectado desde 2001 con problemas respiratorios, Ciccio Ingrassia falleció en el Policlínico Agostino Gemelli de Roma el 28 de abril de 2003, acompañado de sus seres queridos. Fue enterrado en el Cementerio del Verano de Roma.

## Selección de su filmografía

### En solitario
| - La violenza: quinto potere, de Florestano Vancini (1972) - Amarcord, de Federico Fellini (1973) - Paolo il freddo, de Ciccio Ingrassia (1974) - Il cav. Costante Nicosia demoniaco ovvero: Dracula in Brianza, de Lucio Fulci (1975) - Bianchi cavalli d'agosto, de Raimondo Del Balzo (1975) - L'esorciccio, de Ciccio Ingrassia (1975) - Todo modo, de Elio Petri (1975) - L'ingorgo, de Luigi Comencini (1979) | - Domani accadrà, de Daniele Luchetti (1988) - Il viaggio di Capitan Fracassa, de Ettore Scola (1990) - Condominio, de Felice Farina (1991) - Viaggio d'amore, de Ottavio Fabbri (1991) - La via del cibo, de Eugenio Donadoni y Paolo Ippolito (1994) - Camerieri, de Leone Pompucci (1995) - Giovani e belli, de Dino Risi (1996) - Fatal Frames - Fotogrammi mortali, de Al Festa (1996) |

## Discografía (como solista)
- 1975 - L'esorciccio/Sciamuninn rock (Ri-Fi, RFN NP 16610)

## Premios
- Orden al Mérito de la República Italiana, 2 de junio de 1995[2]
- Nastro d'argento al mejor actor no protagonista por Todo modo 1975
- Premio David de Donatello como mejor actor no protagonista por Condominio (1991)